# Oude dorpen van Noord-Syrië
Oude dorpen van Noord-Syrië is de naam van een werelderfgoed in Syrië.
Dit werelderfgoed in Noordwest-Syrië bevat zo'n 40 oude dorpen die in acht gebieden gegroepeerd zijn. Zij zijn een getuigenis van het leven in de late oudheid en het begin van de Byzantijnse periode. De dorpen zijn gebouwd tussen de eerste en de zevende eeuw en werden tussen de achtste en tiende eeuw weer verlaten.
De gebouwen zijn woningen, heidense tempels, kerken, cisternes, badhuizen en andere gebouwen. Zij hebben ook als kenmerk dat ze de overgang markeren van het heidense Romeinse Rijk naar het Byzantijnse christendom.
De acht groepen van gebouwen zijn de volgende:
1. Qalat Semaan
2. Kafr Nabo
3. Sinkhar
4. Ba'uda
5. Rouweiha
6. Kalb Lose
7. Deirouné
8. Kafr Aqareb